# كمثرى شتوي
كمثرى شتوي (الاسم العلمي: Pyrus nivalis) هو نوع نباتي يتبع جنس الكمثرى من الفصيلة الوردية.